# Григорук Мирослав Васильович
Мирослав Васильович Григорук (нар. 19 грудня 1943 — 25 лютого 2017, Івано-Франківськ) — радянський футболіст, що грав на позиції захисника. Найбільше відомий за виступами за клуб «Спартак» з Івано-Франківська, у складі якого став чемпіоном УРСР 1969 року.

## Клубна кар'єра
Мирослав Григорук розпочав виступи на футбольних полях у армійській команді «Зеніт» з Володимира-Волинського. Дебютував у команді майстрів футболіст у команді радянського класу «Б» «Волинь» із Луцька у 1965 році. Мирослав Григорук грав у команді протягом двох років, був одним із основних гравців захисту команди, зігравши у першому сезоні 27 матчі чемпіонату, а в другому сезоні 35 матчів.. На початку 1967 року футболіста вольовим розпорядженням республіканського спорткомітету перевели до найсильнішої української команди цього часу — київського «Динамо», проте грав там нетривалий час виключно за дублюючий склад, і вже в середині сезону спочатку перейшов до команди другої групи класу «А» «Суднобудівник» з Миколаєва, проте зіграв у ньому лише 1 кубковий матч, і став гравцем команди класу «Б» «Спартак» з Івано-Франківська. У цій команді він став одним із основних гравців захисту, а в 1969 році разом із командою став чемпіоном УРСР серед команд класу «Б». У прикарпатській команді Григорук грав до 1971 року. У 1972 році футболіст грав у складі команди другої ліги «Фрунзенець» із Сум, після чого завершив виступи на футбольних полях.
Помер Мирослав Григорук 25 лютого в Івано-Франківську, похований на міському кладовищі 27 лютого 2017 року.

## Досягнення
- Переможець Чемпіонату УРСР з футболу 1969 в класі «Б».